# Nomadisme numérique

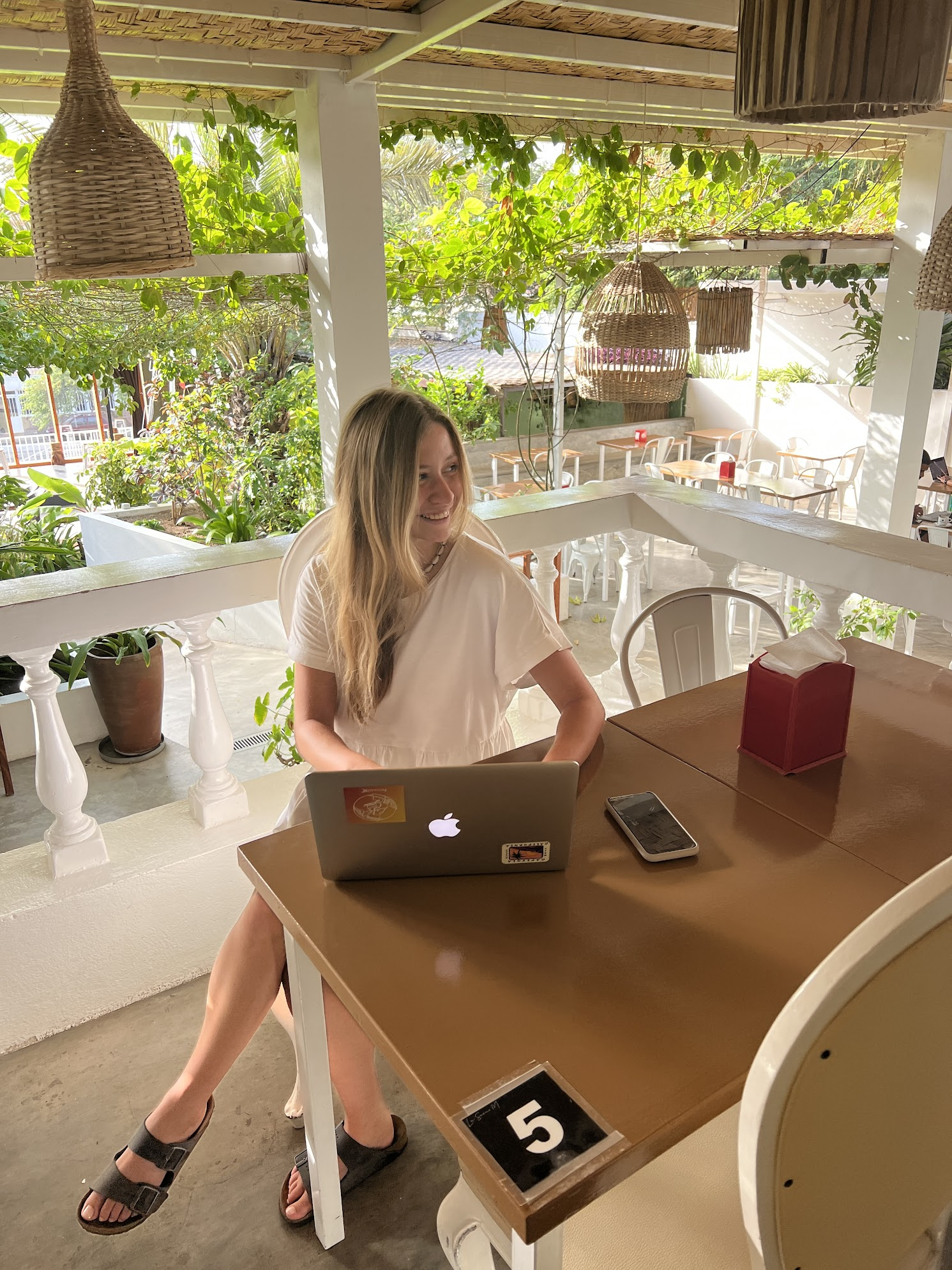
Nomade numérique travaillant dans un restaurant.

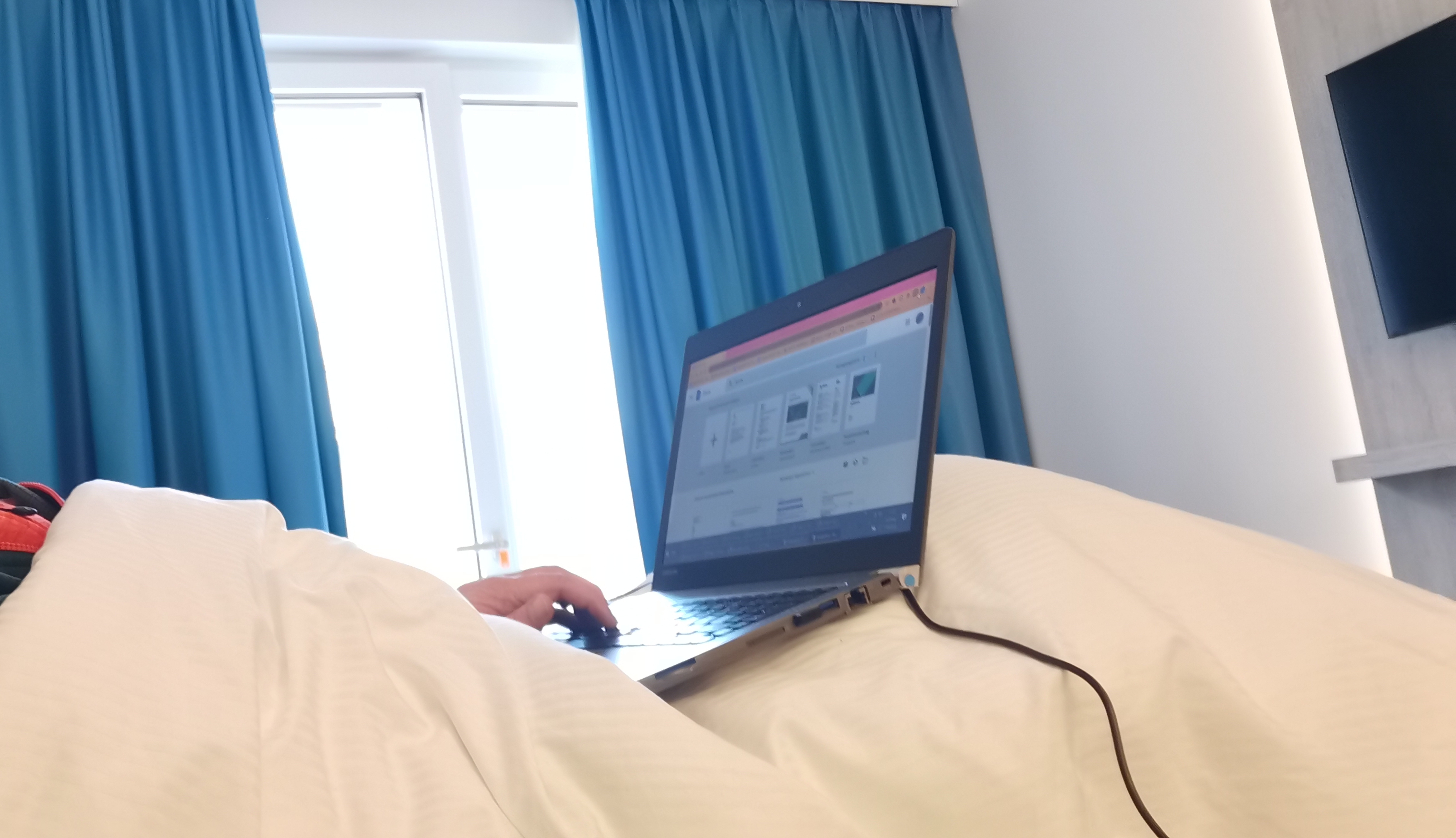
Travail d'ordinateur portable dans un lit d'hôtel.

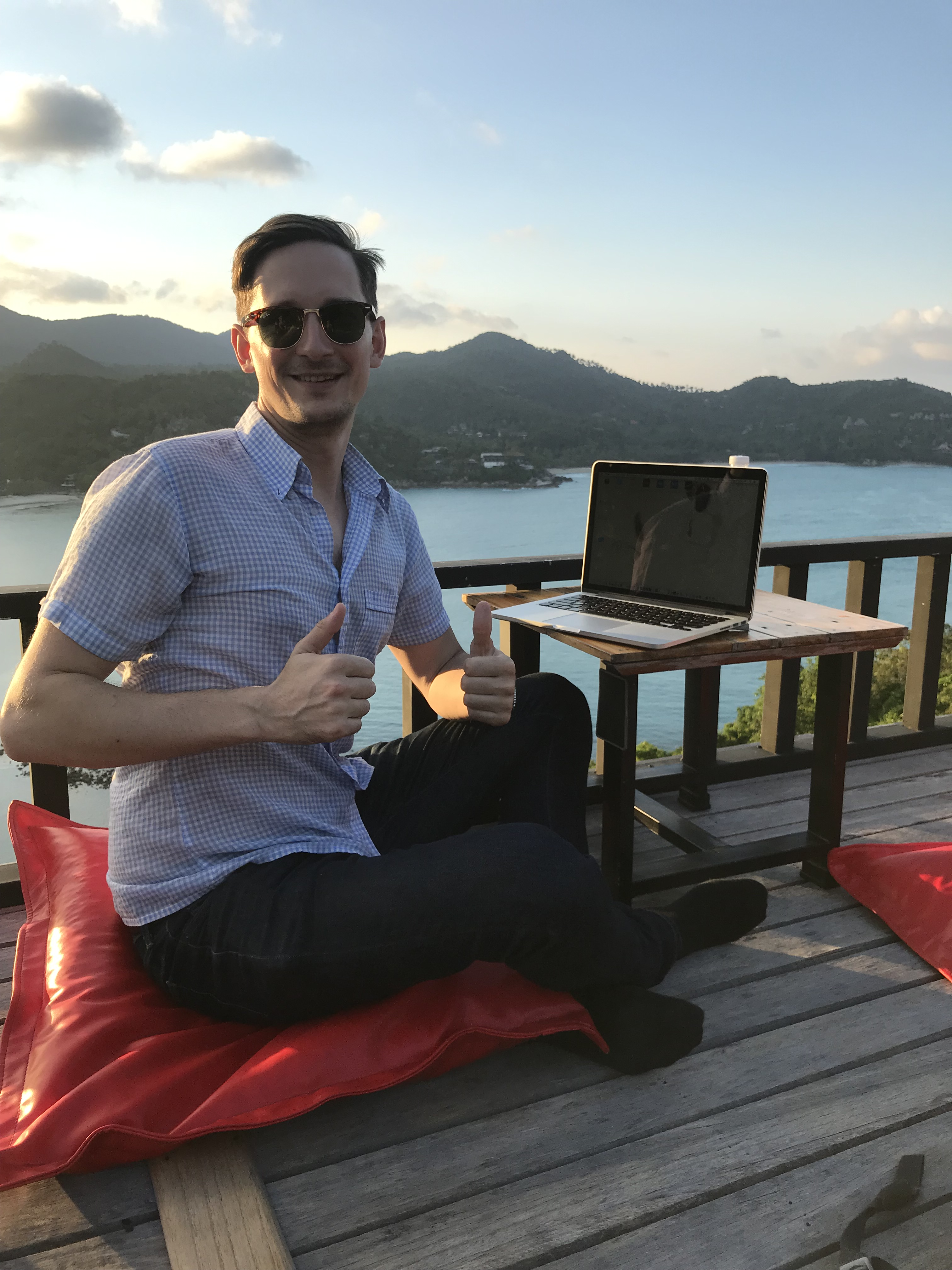
Nomade numérique en Thaïlande.

Le nomadisme numérique, nomadisme digital ou mobilité connectée (qui intègre éventuellement la mobilité virtuelle réputée pour offrir tout ou une partie des avantages de la mobilité dans l'espace, sans certains de ses inconvénients, dont la nécessité de se déplacer physiquement) désigne les usages et usagers des technologies électroniques et informatiques sans-fil permettant d'accéder aux médias numériques et à des informations numériques, les modifier ou de communiquer par la téléphonie mobile ou par Internet et travailler en ligne et hors-ligne quel que soit l'endroit où l'on se trouve. 
Cette forme de nomadisme virtuel pose de nouvelles questions éthiques. On ignore comment la psyché humaine s'adaptera à la virtualité et aux caractéristiques nouvelles de ce monde émergent, avec en outre le risque d'augmentation de la fracture numérique.  En outre, des incertitudes concernent encore les effets sur la santé et l'environnement de la consommation électrique et production de déchets électroniques de ces technologies très consommatrices de ressources, pas, peu, difficilement ou coûteusement renouvelables, qui évoluent rapidement en rendant des générations récentes de matériels désuets. Des incertitudes concernent aussi les effets des champs électromagnétiques induits par le développement et l'omniprésence des systèmes sans-fil.

## Historique
Ce mode de vie est évoqué pour la première fois en 2007 par Timothy Ferriss, qui recommande de télétravailler dans un pays abordable pour tirer le maximum de ses revenus.

## Innovations, tendances
Diverses applications en ligne, services en ligne, et l'ergonomie des sites internet s'adaptent à ce nouvel usage de l'internet. 
Le nomadisme numérique permet aussi de nouvelles formes de travail ou télétravail et d'éducation (« classes nomades », formation à distance et tout au long de la vie...) ou de travail collaboratif ;
C’est notamment grâce à l’essor des contrats en indépendant ainsi que du télétravail. L’expérience de nomade digital s’est ouverte à des professions très diverses : consultant, développeur, marketeur, rédacteur, graphiste, etc. Au début, c'était principalement les blogueurs qui adoptaient ce mode de vie, puis il s'est très vite répandu au sein des autres métiers du digital.
Il pourrait aussi jouer un rôle important dans le domaine de la répartition et gestion des flux d'énergie dans le cadre de la troisième révolution industrielle appelée de leurs vœux par le prospectiviste Jeremy Rifkin ou le parlement européen.
De plus en plus de pays dans le monde proposent un visa nomade digital pour faciliter les démarches et attirer ce public convoité.

## Téléphonie et informatique nomade
Le nomadisme se traduit par un usage en forte croissance de produits tels que les téléphones 3G ou 4G et/ou équipés de GPS, de Wi-Fi ou de Bluetooth, les ordinateurs portables, les PDA, les lecteurs MP3 (voir baladeur numérique), les Ebooks, les smartphones BlackBerry, etc. 

## Limites
D'un point de vue technique la limitation vient principalement : 
- de la capacité mémoire de ces équipements, qui évolue fortement (Carte SD par exemple)
- des capacités des batteries qu'il faut recharger régulièrement ou remplacer.
- de la possibilité d'accéder aux réseaux (wifi, 4G, etc.)

## Addiction
Il semble que d'un point de vue psychologique, des utilisateurs du nomadisme numérique ressentent le besoin d'être connectés en permanence.
Le fait d’être connecté en permanence est soupçonné par certains de provoquer des comportements addictifs. Une personne dépendante à Internet peut présenter des comportements de violence dus au fait d’être privé de connexion par un proche ou par un parent. Ces personnes, en général, peuvent avoir des pratiques peu conventionnelles : ne se douchent pas, ne se coupent pas les cheveux, ne mangent pas avec régularité... Cela entraine-t-il des risques pour leur équilibre et santé? Les accros du numérique peuvent, par exemple, présenter des maux tels que les «text-Neck » et les «iNeck» qui sont des douleurs à la nuque provoquées par une mauvaise posture lors de l'utilisation des smartphones .

## Sécurité, confidentialité
D'un point de vue sécurité le nomadisme pose des problèmes particuliers de confidentialité et de respect de la vie privée (à cause des possibilités de géolocalisation en particulier).
Les technologies nomades demandent donc une utilisation consciencieuse du matériel par ses utilisateurs, des comportements à adopter comme cacher ses écrans lors des traitements sur des informations sensibles, faire attention en entrant des mots de passes, ne jamais laisser des appareils sans surveillance, etc. L'usager devrait donc également s'assurer du chiffrement des données échangées, de la sécurité des matériels et réseaux, et penser à se déconnecter lorsqu'il termine des sessions de travail ou de navigation .

## Commerce numérique
Le marketing a vu là une possibilité de connecter perpétuellement le consommateur usager à des banques de services en ligne (dont logiciels en ligne).

## Opportunités
Le nomadisme numérique pourrait offrir des possibilités d'embauche dans des activités telles que la téléassistance  pour des entreprises proposant des services en ligne. Ceci dû au fait que ce type d'usager constitue une disponibilité presque certaine et permanente pour assurer leur service en ligne.  

## Sécurité

### Risques
Le lieu de connexion de l'utilisateur nomade peut présenter des niveaux de sécurité variables selon l’environnement.
Cela dépend non seulement de la protection physique et logique du lieu (contrôle d’accès par badge, surveillance), mais également du fait que les locaux sont partagés ou non entre plusieurs entités. 
Un des cas les plus sensibles est celui où l’utilisateur est situé dans un espace complètement ouvert au public (cafétéria, bibliothèque, etc.). De même, le domicile à partir duquel un utilisateur fait du télétravail est à considérer comme un lieu non maîtrisé, car il est très difficile d’évaluer de façon pérenne l’environnement du point de vue de la sécurité.
Les différents risques identifiés sont :
- La perte et le vol du matériel
- La compromission du matériel, par exemple pendant une absence temporaire de l'utilisateur.
- La compromission des informations contenues dans le matériel volé, perdu ou emprunté
- L'accès illégitime au système d'information de l'entité de l'utilisateur (et donc la compromission de celui-ci)
- L'interception voir l'altération des informations (perte de confidentialité et/ou d'intégrité)

### Protection physique
Un certain nombre de barrières physique de sécurité peuvent être ajoutées afin de pallier les risques identifiés ci-dessus :
- Double authentification (carte à puce, lecteur d'empreintes, etc.)
- Filtre de confidentialité
- Verrous de ports (USB, RJ45, etc.)
- Câble antivol
- Locaux avec gestion d'accès (clés, badges, lecteur d'empreintes, etc.)

(liste non-exhaustive)

### Protection logique
En complément de la protection physique, il est impératif de mettre en œuvre des barrières de sécurité logiques :
- Antivirus
- Pare-feu local
- Réseau privé virtuel (VPN)
- Protocoles chiffrés (SSL/TLS, SSH, etc.)

(liste non-exhaustive)